# Posidonia oceanica
Posidonia oceanica hay cỏ biển khổng lồ là một loài cỏ dưới đáy biển bản địa Địa Trung Hải. Loài cỏ Posidonia oceanica sinh sản bằng cả hai phương pháp hữu tính và vô tính. Quả loài cỏ này nổi tự do và ở Ý được gọi là "olive của biển" (l'oliva di mare). Loài cỏ này sống ở độ sâu từ 1–35 m dưới mặt nước tùy theo độ sạch của nước. Sophie Arnaud-Haond, một nhà khoa học của Viện Nghiên cứu Pháp, cùng các đồng nghiệp đã lấy mẫu từ 40 bãi cỏ biển Posidonia oceanica trên một khu vực có chiều dài tới 3.500 km. Họ nhận thấy cấu trúc gene của các mẫu cỏ giống hệt nhau và tính toán rằng chúng đã tồn tại hơn 100.000 năm, là loài sinh vật có tuổi thọ cao nhất thế giới.